# Cyprian
Cyprian – imię męskie pochodzenia łacińskiego. Imię to zostało utworzone od nazwy wyspy Cypr przyrostkiem -ianus i oznaczające „pochodzący z Cypru, Cypryjczyk” (przyrostek -ianus często używano do tworzenia nazw osobowych wyzwoleńców). W Polsce imię to notowane jest od 1193 roku, w formie łac. Cyprianus, a także (Cypryjan) i – wschodniosłowiańskiej – Kupryjan, ze zdrobnieniem Cyprek (?).

## Cyprian imieniny obchodzi
- 14 lutego[5]
- 10 marca[5][6], jako wspomnienie św. Cypriana wspominanego razem ze śś. Kwadratem, Dionizym, Anektem, Pawłem i Krescencjuszem[7],
- 18 marca[5]
- 27 czerwca[5]
- 30 czerwca[5]
- 7 lipca[5]
- 11 lipca[5][6]
- 8 sierpnia[5][6]
- 14 września[5][6]
- 16 września[5][6], jako wspomnienie św. Cypriana z Kartaginy (†258), biskupa i męczennika,
- 26 września[5][6], jako wspomnienie św. Cypriana z Antiochii (†304), biskupa i męczennika,
- 3 października, jako wspomnienie św. Cypriana z Tulonu[2].

## Odpowiedniki w innych językach
- łacina – Cyprianus
- język angielski – Cyprian
- język białoruski – Купрыян
- esperanto – Cipriano[8]
- język francuski – Cyprien
- język hiszpański – Cipriano
- język niemiecki – Cyprianus, Cyprian, Zyprian
- język rosyjski – Киприан
- język włoski – Cipriano

## Osoby o imieniu Cyprian
- św. Cyprian z Kartaginy, biskup (†258).
- Cyprian (1756-1821) – zwierzchnik Cypryjskiego Kościoła Prawosławnego
- Cyprian (Borys Pawłowicz Borisewicz, 1903-1980) – biskup Kościoła Prawosławnego w Ameryce
- Cyprian (Petros Julis, ur. 1948) – biskup Cerkwi Prawdziwych Prawosławnych Chrześcijan Hellady
- Cyprian (Ognian Dobrinow Kazandżiew, ur. 1976) – bułgarski biskup prawosławny
- Cyprian (Konstantin Stanisławowicz Komarowski, 1876-1937) – rosyjski biskup prawosławny
- Cyprian (Cezar Spiridon, ur. 1965) – rumuński biskup prawosławny
- Cyprian (Aleksiej Jakowlewicz Sznitnikow, 1879-1914) – rosyjski biskup prawosławny
- Cyprian (Michaił Wikientjewicz Ziornow, 1910/1911-1987) – rosyjski biskup prawosławny

- Cyprian – biskup lubuski od 1198, następnie biskup wrocławski od 1201
- Cyprian – patriarcha Aleksandrii.
- Cyprian – bułgarski mnich i pisarz, metropolita Moskwy i Wszechrusi.
- Cyprian Bazylik (1535 – ok. 1600) – polski kompozytor, pisarz, poeta, działacz reformacyjny (kalwinista).
- Cyprian Paweł Brzostowski – wojewoda trocki, dyplomata.
- Cyprian Dylczyński – polski malarz.
- Cyprian Głowiński – kapitan sanitarny Wojska Polskiego, bibliotekarz i bibliograf.
- Cyprian Godebski – poeta i prozaik.
- Cyprian Godebski – polski rzeźbiarz, wnuk poprzedniego.
- Cyprian Michał Iwene Tansi (1903–1964) – nigeryjski zakonnik trapista (OCSO), błogosławiony Kościoła rzymskokatolickiego.
- Cyprian Michał Janczewski – jeden z bohaterów III części mickiewiczowskich „Dziadów”.
- Kipryjan Kandratowicz – rosyjski, a następnie białoruski wojskowy i działacz narodowy..
- Cyprian Kościelniak – polski grafik filmowy, plakacista, ilustrator i rysownik polityczny.
- Cyprian Kreutz – generał rosyjski, baron.
- Cyprian Lachnicki – kolekcjoner sztuki, artysta amator.
- Cyprian Kamil Norwid – poeta i artysta.
- Cyprien Ntaryamira – burundyjski polityk.
- Cypriano Nunes – brazylijski piłkarz.
- Cyprian Odorkiewicz – uczestnik powstania warszawskiego, dowódca Zgrupowania „Krybar”.
- Cyprian Odyniec – duchowny katolicki, jezuita.
- Cipriano Ribeiro Freire (1749–1824) – polityk portugalski.
- Cyprien Richard – francuski narciarz alpejski.
- Cyprian Aleksy Rokossowski – szambelan króla Stanisława Augusta Poniatowskiego, konsyliarz konfederacji targowickiej.
- Cypriano de Rore – kompozytor franko-flamandzki działający głównie we Włoszech, uczeń Adriana Willaerta.
- Cyprian Sapecki – polski duchowny katolicki, dominikanin, pisarz religijny i kaznodzieja.
- Cyprian Witte – niemiecki duchowny katolicki, prefekt apostolski Środkowej Norwegii.
- Cyprian Zabłocki – polski ziemianin, którego nazwisko zostało utrwalone w powiedzeniu „wyjść jak Zabłocki na mydle”.
- Cyprian Zdzitowiecki – pułkownik Wojska Polskiego, ranny 28 listopada 1812 nad Berezyną.
- Cyprian Żochowski – metropolita kijowski, halicki i całej Rusi.
- Iwo Cyprian Pogonowski – inżynier budowlany i przemysłowy, autor atlasów i słowników.
- Kazimierz Cyprian Ujazdowski – polski adwokat, działacz konspiracji niepodległościowej, obrońca Warszawy.
- brat Cyprian z Czerwonego Klasztoru – mnich (z zakonu kamedułów) z Czerwonego Klasztoru.